# فريتز ريغر
فريتز ريغر (بالألمانية: Fritz Rieger)‏ هو موزع ألماني، ولد في 28 يونيو 1910 في بوهيميا في التشيك، وتوفي في 30 سبتمبر 1978 في بون في ألمانيا.

## وصلات خارجية
- فريتز ريغر على موقع ميوزك برينز (الإنجليزية)
- فريتز ريغر على موقع ديسكوغز (الإنجليزية)